# Targhe d'immatricolazione della Svezia

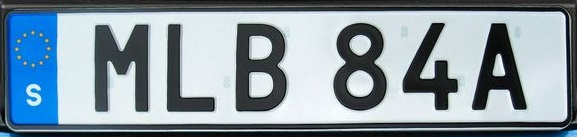
Esempio di targa svedese standard con serie in uso dal 16/01/2019 (terminante con una lettera invece che con una cifra)

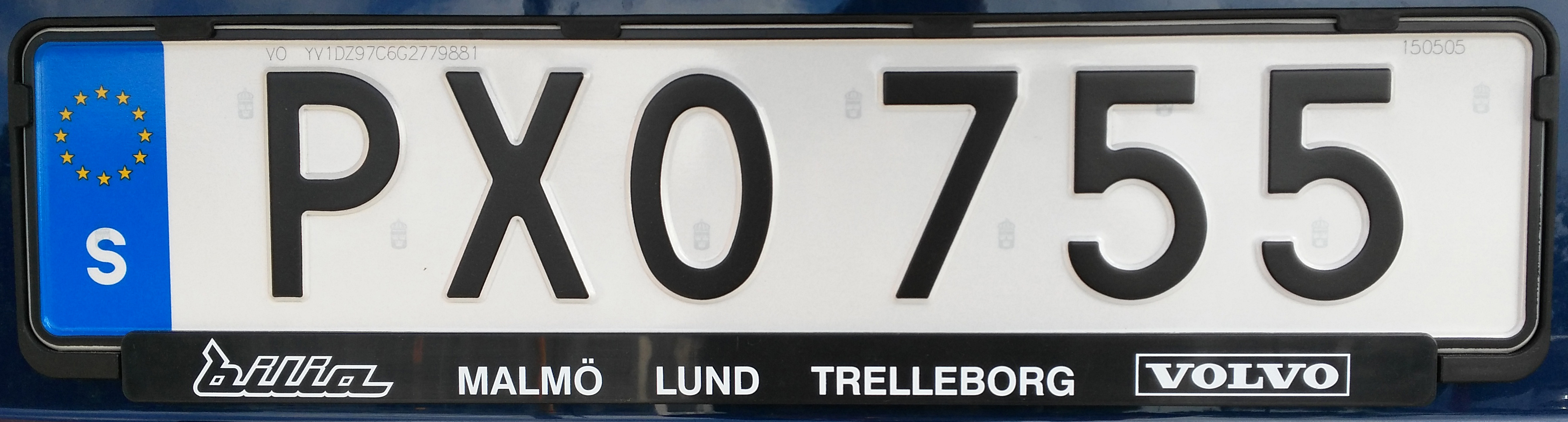
Formato emesso dal 2014 al 15/01/2019 (serie composta da tre lettere e tre cifre)

Le targhe d'immatricolazione della Svezia vengono utilizzate per identificare i veicoli immatricolati nel Paese scandinavo.

## Caratteristiche

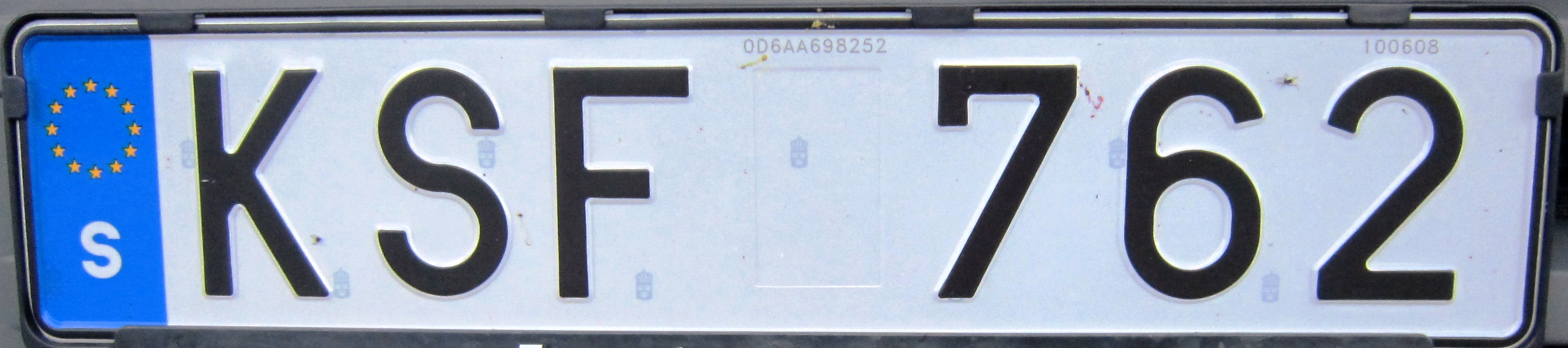
Grafica utilizzata dal 2010 al 2014 (con banda blu)

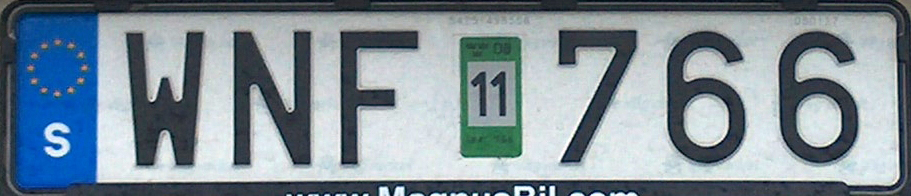
Formato 2002–2010 con banda blu e bollino di controllo

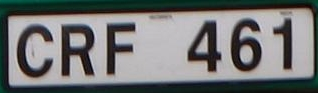
Formato 1994–2002 in plastica

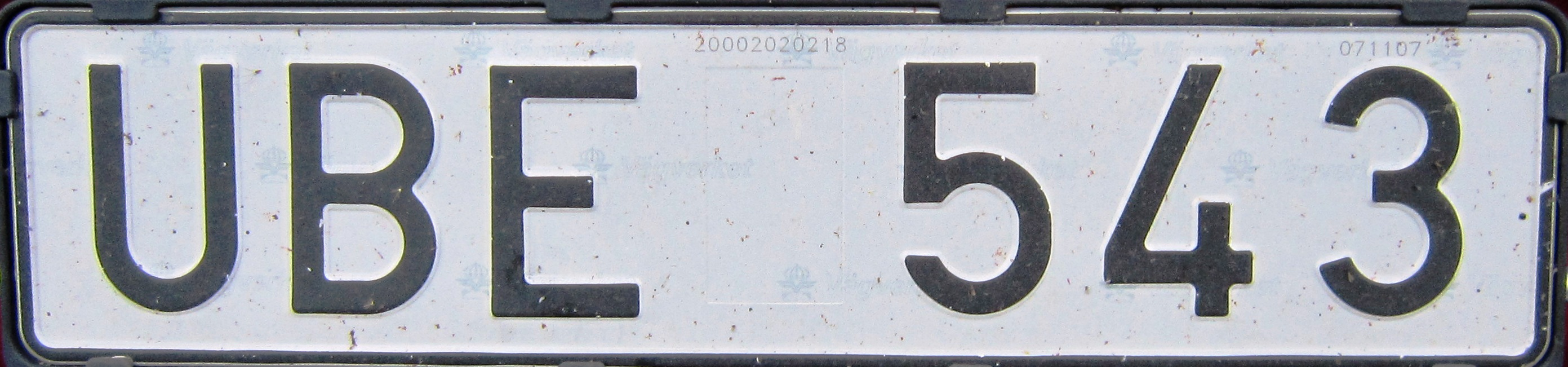
Formato in uso dal 1973 al 1994

Le targhe automobilistiche in Svezia fino al 2019 erano composte da tre lettere sequenziali e, separate da uno spazio, tre cifre, del tipo AAA 000, in caratteri neri su sfondo bianco. 
A causa del crescente numero di nuove immatricolazioni in Svezia e l'imminente esaurimento di tutte le combinazioni possibili, nel mese di maggio del 2015 la Transportstyrelsen, l'agenzia svedese per i trasporti, aveva pubblicato una proposta per l'introduzione di targhe in cui la terza cifra venisse sostituita da una lettera, cioè al raggiungimento della targa ZZZ 999 della serie normale sarebbe seguita l'emissione di una nuova serie composta da tre lettere, due cifre e una lettera aggiuntiva (da AAA 01A a ZZZ 99Z escludendo la lettera O). Questa proposta di modifica è stata approvata dal governo il 16 febbraio 2017. In tal modo il numero delle combinazioni possibili è più che triplicato, passando da 12,1 milioni a 38,9 milioni. Le nuove targhe sono state assegnate a partire dal 16 gennaio 2019. 
Il carattere utilizzato dal 2002 deriva dal DIN 1451, mentre dal 1994 a tutto il 2001 era usato l'Helvetica Bold. 
Nello spazio tra le lettere e le cifre, dal 2002 al 2010, era incollato il bollino adesivo di controllo tecnico del veicolo (Kontrollmärkena), il cui colore indicava l'anno e il numero all'interno del rettangolo il mese in cui era stata effettuata la revisione. Il bollino certificava anche che il veicolo era stato assicurato. 
A sinistra è posizionata la banda blu con le dodici stelle, rappresentate in cerchio e di colore giallo, dell'Unione Europea e la sigla automobilistica internazionale S, introdotta come opzionale il 1º aprile 2003 e divenuta obbligatoria dal 2014, anno in cui è stata modificata la grafica rispetto a quella adottata dal 2010 a tutto il 2013. 
Per quanto riguarda il materiale, dal 2002 le targhe svedesi sono di alluminio, come lo erano fino a tutto il 1983, mentre dal 1984 fino a tutto il 2001 erano di plastica. 
Le targhe vengono assegnate su scala nazionale e non hanno alcun legame con la contea di immatricolazione. Si utilizzano tutte le lettere della lingua svedese tranne I, Q, V, Å, Ä e Ö.

### Combinazioni di lettere vietate
Non sono usate le seguenti combinazioni: APA (che in svedese significa "scimmia"), ARG (= arrabbiato), BSS (acronimo di Bevara Sverige Svenskt, un movimento razzista attivo in Svezia dal 1979 al 1986), DUM (= "stupido"), ETA, FAN (= "demonio"), FEG (= "vigliacco"), FEL (= "errore"), FUL (= "brutto"), GAY, GHB, GUD (= "Dio"), HOR (prime tre lettere della parola hora = "puttana"), HOT, KGB, KKK, KUK-CUC-CUK-LEM (termini del registro colloquiale basso indicanti il "pene"), LAT (= "fannullone"), LSD, MAO, MLB (combinazione riservata alle targhe prova), NRP, NSF (= Nationalsocialistisk Front, partito neonazista attivo in Svezia dal 1994 a novembre del 2008), NYD (sigla che sta per "Nuova Democrazia", in svedese Ny Demokrati, partito xenofobo scioltosi nel 2000), OND (= "malvagio", "crudele"), PKK, RAP, SUP (abbreviazione di una bevanda scandinava ad alta gradazione alcolica), TBC, TOA (prime tre lettere della parola toalett), UFO, USA, WWW, XTC, XXL (acronimo di extra extra large), XXX e ZOO.
Non sono utilizzate neppure parole che sono numeri: FEM (cinque), SEX (sei), SJU (sette) e TRE.

### Targhe personalizzate

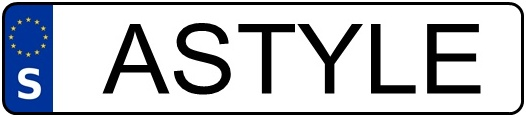
Esempio di targa personalizzata

Il 25 novembre 1988 sono state introdotte targhe personalizzate, con un minimo di due e un massimo di sette caratteri (inclusi gli spazi), che possono essere costituiti da sole lettere, anche con I, Q, V e segni diacritici; il loro costo è di 6200 corone, cioè circa 590 €. Nel 2019 la combinazione "TRUMP" non venne emessa perché il riferimento politico venne ritenuto provocatorio dalle autorità.

## Cambi di proprietà
Chiunque acquisti un veicolo nuovo in Svezia, è tenuto a immatricolarlo. Dal momento che manca l'indicazione della provenienza nella targa, un cambio di residenza del proprietario o la vendita in un'altra contea di un veicolo usato non comporta cambiamenti nella targa stessa; a ogni modo, i dati modificati riguardanti il proprietario devono essere comunicati tempestivamente. Solo in caso di rottamazione o trasferimento definitivo all'estero, la relativa targa viene ritirata. È anche possibile tracciare con precisione l'intera cronologia delle proprietà di un determinato veicolo.

## Revisione dei veicoli
La seguente tabella mostra quando il proprietario di un autoveicolo o motoveicolo immatricolato in Svezia era tenuto a effettuarne la revisione. Il mese fiscale (uppbördsmånad) variava in base all'ultima cifra della targa. Se la targa terminava con una lettera, veniva considerata la cifra che la precedeva.
| Ultima cifra | Mese fiscale | Periodo dell'anno in cui effettuare la revisione |
| ------------ | ------------ | ------------------------------------------------ |
| 1            | gennaio      | novembre - marzo                                 |
| 2            | febbraio     | dicembre - aprile                                |
| 3            | marzo        | gennaio - maggio                                 |
| 4            | aprile       | febbraio - giugno                                |
| 5            | luglio       | maggio - settembre                               |
| 6            | agosto       | giugno - ottobre                                 |
| 7            | settembre    | luglio - novembre                                |
| 8            | ottobre      | agosto - dicembre                                |
| 9            | novembre     | settembre - gennaio                              |
| 0            | dicembre     | ottobre - febbraio                               |

Dal 20 maggio 2018 un nuovo veicolo deve essere ispezionato per la prima volta entro 36 mesi e la volta successiva entro 24 mesi dall'ultimo controllo, dopodiché deve essere revisionato entro 14 mesi dall'ultimo controllo.

## Varianti del formato standard

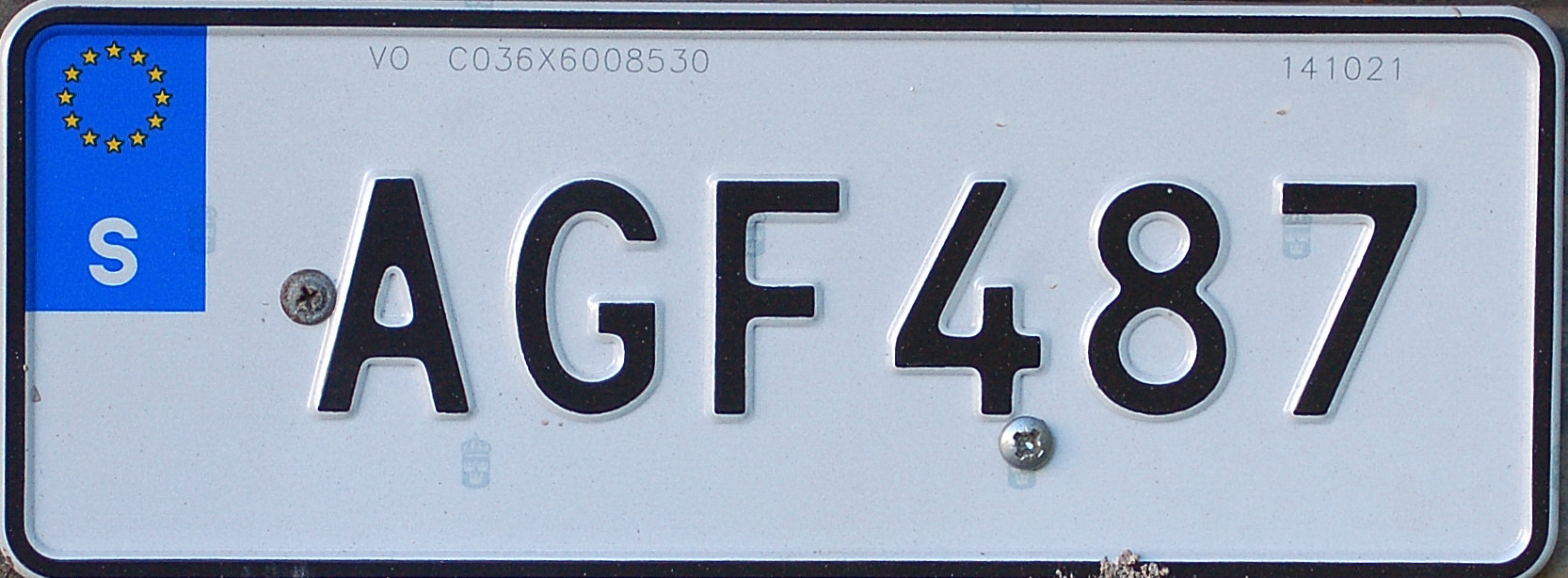
Formato "corto" emesso dal 2014

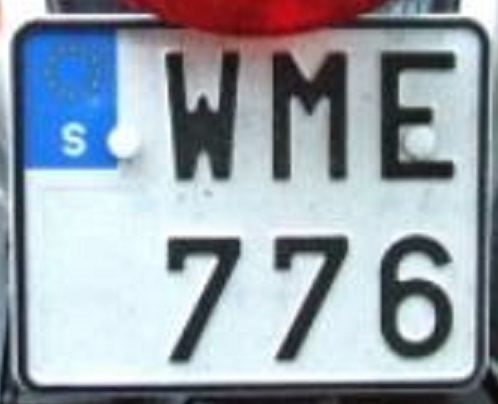
Formato 2010–2014 per motocicli

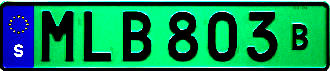
Modello di targa prova per autoveicoli con formato introdotto nell'estate 2017

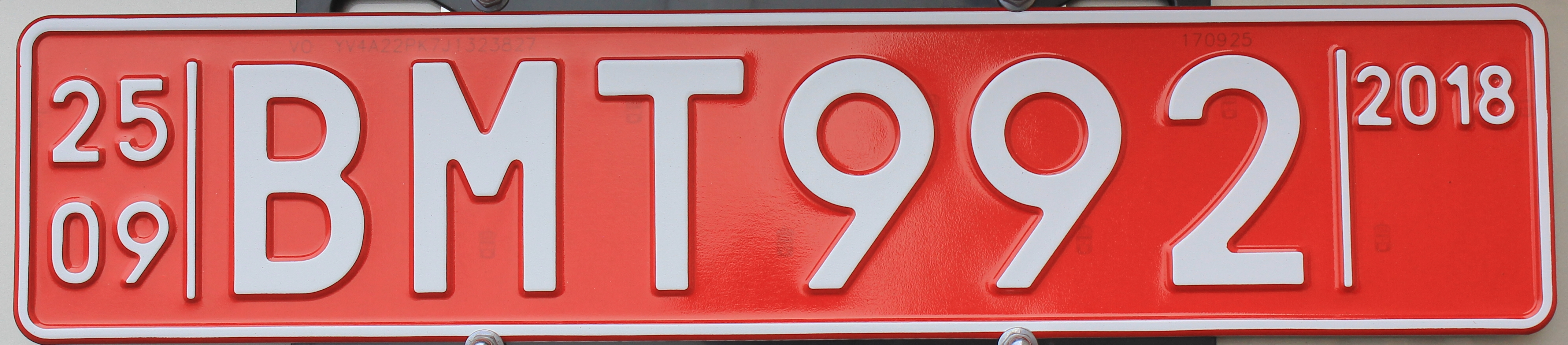
Targa da esportazione

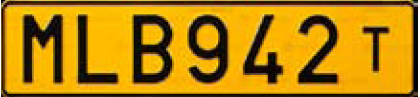
Facsimile di targa di un taxi del tipo (con la "T" a destra) cessato il 16/01/2019

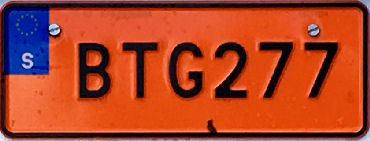
Targa di un'auto da competizione

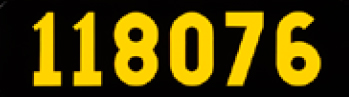
Formato per automezzi dell'Esercito

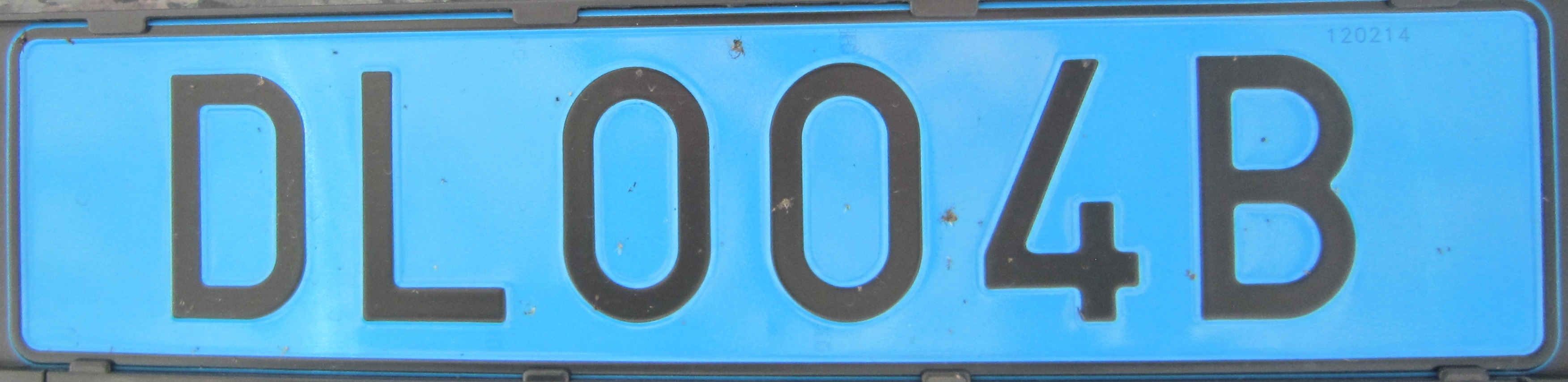
Targa diplomatica: DL = Federazione Russa, B = veicolo di proprietà dell'ambasciata

- I proprietari di autoveicoli con il vano targa posteriore di lunghezza limitata possono richiedere dal 1994 un formato americano, di 300 × 111 mm anziché 520 × 111 mm, che dal 2017 presenta scritte ingrandite.
- Il 1º gennaio 2014 è stato introdotto un ulteriore formato "corto", anch'esso di 300 × 111 mm, nel quale lo spazio tra lettere e cifre si è ridotto notevolmente e la banda blu dell'UE occupa solo la metà superiore del margine sinistro; inoltre l'altezza dei caratteri è inferiore a quella delle targhe normali[4].
- Le targhe d'immatricolazione dei motocicli e dei ciclomotori seguono la numerazione di quelli degli autoveicoli, ma con caratteri disposti su doppia linea (lettere in alto e cifre in basso) e dimensioni di 170 × 150 mm (119 × 155 mm prima del 2014[5]).
- Motoslitte e macchine agricole sono provviste delle sole targhe anteriori, che misurano 260 × 70 mm.
- Le targhe prova per test drive riservate ai proprietari di concessionarie, autosaloni e autorimesse hanno caratteri neri su sfondo verde acqua; dal 2014 si trova, a sinistra, la banda blu UE.
- Le targhe da esportazione si distinguono per cifre e lettere di colore bianco argento in campo rosso e la data di scadenza della validità; giorno e mese sono allineati a sinistra di una linea verticale, l'anno è scritto con quattro cifre in alto, a destra di un'ulteriore linea verticale.
- Dall'estate del 2017 le targhe (solo posteriori) temporanee riservate ai concessionari di autoveicoli sono di colore verde riflettente con caratteri neri. La serie è composta dalla banda blu UE, tre lettere, uno spazio e tre cifre o due cifre e un'ulteriore lettera; a destra è posizionata una B di dimensioni ridotte (iniziale di Bil = autovettura). Il formato per i concessionari di motoveicoli è disposto su due righe: in alto sono impresse tre lettere posposte alla banda blu, in basso una M di dimensioni ridotte precede tre cifre o tre cifre ed una lettera. Sui veicoli che devono circolare per periodi di tempo molto limitati, la "B" o la "M" si trova sotto la data, delle stesse dimensioni e disposta su tre righe: in alto il giorno, al centro il mese espresso con un numero di due cifre, in basso l'anno scritto con quattro cifre. Dal 2014 all'estate del 2017, al posto delle lettere piccole B o M a destra, un bollino adesivo giallo anteposto alla prima cifra identificava con una lettera nera la categoria del veicolo[6]; inoltre il verde era più scuro. La banda blu UE è stata introdotta nel 2014.
- Le targhe dei taxi sono riconoscibili per i caratteri neri su sfondo giallo. Fino al 16 gennaio 2019, nella serie standard non personalizzata (del tipo ABC 123), era impressa una T a destra di dimensioni ridotte.
- Anche le targhe sostitutive hanno caratteri neri in campo giallo; a volte sono scritte a mano. Misurano 445 × 120 mm e vengono rilasciate dalla polizia in attesa che venga reimmatricolata la targa perduta o rubata. Dal 2015 sono di cartone, in precedenza erano di plastica.
- Le targhe dell'automobile ufficiale del re hanno un formato normale e un fondo bianco riflettente con al centro lo stemma di una corona nera.
- Dal 1° gennaio 2016 sono emesse le cosiddette "targhe da competizione", distinte per auto da rally e moto da corsa e utilizzate durante le gare, le prove e i tragitti per raggiungere i luoghi dove si tengono le competizioni o tornare da questi; si differenziano dalle targhe normali solamente per il colore arancione riflettente. Per le auto l'unico formato usato è quello ridotto (300 × 111 mm).
- Il formato e il font per gli automezzi militari sono quelli antecedenti al 1973. La combinazione è esclusivamente numerica, composta da cinque o sei cifre di colore giallo in campo nero.
- Le targhe diplomatiche, le cui dimensioni sono 480 × 110 mm, sono azzurre con bordo e caratteri neri. Le prime due lettere identificano lo Stato della rappresentanza (ad esempio l'Italia ha il codice "CB") e sono state assegnate in ordine alfabetico utilizzando i nomi degli Stati o delle Organizzazioni internazionali in francese (da "AA" a "FW"[7]); sono seguite da tre cifre in successione progressiva da 001 e da un'altra lettera che indica se il veicolo è privato o no e lo status del proprietario, secondo il seguente schema:

| Lettera | Status                                                                            |
| ------- | --------------------------------------------------------------------------------- |
| A       | Veicolo privato di un ambasciatore o capo del personale di un'ambasciata          |
| B       | Veicolo di proprietà di un'ambasciata                                             |
| C       | Veicolo privato di un diplomatico                                                 |
| D       | Veicolo privato del personale tecnico e amministrativo                            |
| E       | Veicolo di proprietà di un consolato (non onorario)                               |
| F       | Veicolo privato di un console (non onorario)                                      |
| G       | Veicolo privato del personale accreditato presso un consolato                     |
| H       | Veicoli di proprietà di un'Organizzazione internazionale                          |
| I       | Veicolo privato del personale accreditato presso un'Organizzazione internazionale |

## Vecchio sistema

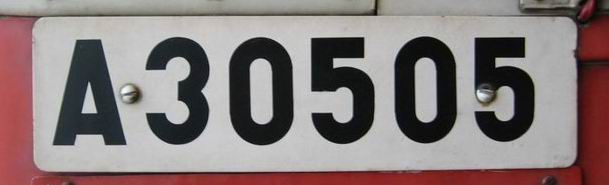
Vecchia targa (emessa fino al 1969) di un veicolo di Stoccolma città

Carta con la suddivisione della Svezia in contee (prima del riordino nel 1997-98) e le lettere utilizzate nelle targhe d'immatricolazione fino al 1973

Dal 1906 al 1973 venivano emesse targhe con la serie formata da una o due lettere e un numero composto da un massimo di cinque cifre; le lettere indicavano la contea (län in svedese) nella quale il veicolo era stato registrato. Le targhe dei veicoli militari erano le uniche ad avere, come quelle attuali, solo cifre (non più di sei). 
Il sistema prevedeva che, fatta eccezione per le sigle "AC" e "BD", una volta esaurite tutte le 99999 combinazioni, alla lettera identificativa della contea o città veniva aggiunta una seconda lettera in ordine alfabetico partendo dalla "A". 
Queste targhe non furono più in uso dopo il 1973; tutti i proprietari di un veicolo, anche d'epoca, immatricolato prima dell'anno sopra specificato, dovettero reimmatricolarlo con il nuovo sistema. 
Le sigle automobilistiche e le relative contee erano le seguenti:
| Sigla     | Contea / Città                | Note                                                 |
| --------- | ----------------------------- | ---------------------------------------------------- |
| A, AA     | Stoccolma (Stockholm) città   | Dal 1969 incorporata nella contea di Stoccolma → AB  |
| AB        | Contea di Stoccolma           | Dal 1969                                             |
| AC        | Contea di Västerbotten        |                                                      |
| B, BA, BB | Contea di Stoccolma           | Fino al 1969, poi → AB                               |
| BD        | Contea di Norrbotten          |                                                      |
| C         | Contea di Uppsala             |                                                      |
| D         | Contea di Södermanland        |                                                      |
| E, EA     | Contea di Östergötland        |                                                      |
| F, FA     | Contea di Jönköping           |                                                      |
| G         | Contea di Kronoberg           |                                                      |
| H         | Contea di Kalmar              |                                                      |
| I         | Contea di Gotland             |                                                      |
| K         | Contea di Blekinge            |                                                      |
| L, LA     | Contea di Kristianstad        | Dal 1997 incorporata nella contea della Scania       |
| M, MA, MB | Contea di Malmö               | Dal 1997 incorporata nella contea della Scania       |
| N         | Contea di Halland             |                                                      |
| O, OA, OB | Contea di Göteborg e Bohuslän | Dal 1998 parte della contea di Västra Götaland       |
| P, PA     | Contea di Älvsborg            | Dal 1998 parte della contea di Västra Götaland       |
| R         | Contea di Skaraborg           | Dal 1998 parte della contea di Västra Götaland       |
| S, SA     | Contea di Värmland            |                                                      |
| T, TA     | Contea di Örebro              |                                                      |
| U, UA     | Contea di Västmanland         |                                                      |
| W, WA     | Contea di Kopparberg          | Dal 1997 assume il nome attuale di contea di Dalarna |
| X, XA     | Contea di Gävleborg           |                                                      |
| Y         | Contea di Västernorrland      |                                                      |
| Z, ZA     | Contea di Jämtland            |                                                      |